# Луїс Комфорт Тіффані
Луї́с Ко́мфорт Ті́ффані (нар. 18 лютого 1848 — пом. 17 січня 1933) — американський художник і дизайнер, виразник модерну (сецесії) в декоративно-ужитковому мистецтві. Міжнародне визнання Тіффані здобув вишуканими художніми виробами з кольорового скла (вітражі, абажури, біжутерія), кераміки, коштовних каменів, емалей, металів.

## Ранні роки життя та освіта
Луїс Комфорт Тіффані народився в Нью-Йорку 18 лютого 1848 року, в сім'ї засновника знаної у світі ювелірної фірми «Тіффані і Ко» — Чарльза Льюїса Тіффані та Герріети Олівії Янґ. Відвідував школу при Пенсильванській військовій академії в Честері (штат Пенсільванія) та Іґлесвудську військову академію в Перс Ембой (штат Нью Джерсі).
Його батько був засновником престижної компанії «Тіффані і Ко», що займалася виготовленням і продажем ювелірних прикрас, годинників і срібла. У 1837 році, незабаром після відкриття компанії, ім'я Тіффані у всьому світі стало синонімом розкоші, майстерності, хорошого дизайну і чудового смаку. До 1870 року магазин «Тіффані» на П'ятій авеню став місцем, де президенти і члени королівських сімей купували подарунки для глав дружніх держав. Серед клієнтів Тіффані були англійська королева Вікторія, російський цар і хедив Єгипту.
До початку 1900 року в чотирьох відділеннях «Тіффані і Ко», розташованих в різних точках земної кулі, працювало понад 1000 осіб, а особистий статок самого «короля діамантів» становив близько одинадцяти мільйонів доларів. Юний Луїс виріс в розкоші, оточений красивими і вишуканими речами. Тим не менш, на розчарування батька, він не виявляв жодного інтересу до сімейного бізнесу. Більше того — він заявив, що збирається присвятити себе мистецтву. Першу художню освіту здобував як живописець, навчаючись живопису у Джорджа Іннеса та Семюеля Колмена в Нью-Йорку, і у Леона Байлі в Парижі.

## Особисте життя
Тіффані був сімейною людиною, його особисте життя було складним і трагічним. Двоє з його дітей померли в дитинстві.
Перша дружина — Мері Вудбрідж Годдард (1850—1884). Вони одружились 15 травня 1872 року і мали четверо дітей: доньок Мері та Хільду й синів Шарля І та Шарля ІІ. Дружина померла в 1884 році, залишивши його після дванадцяти років шлюбу з трьома дітьми. У 1886 році він одружився зі своєю далекою родичкою, Луїзою Уейкман Нокс. У шлюбі народилося чотири доньки: Луїза, Юлія, Енні та Дороті. Луіза померла в 1904 році.
Під час хвороби в 1910 році його виходила ірландка Сара Хендл, що стала його коханою і компаньйонкою. Незважаючи на те, що він палко цього бажав, вони так і не одружилися.
Тіффані помер 17 січня 1933 року і був похований на кладовищі Грін-Вуд у Брукліні (Нью-Йорк).

## Творчість
Знаменитий декоратор американської «золотої епохи». Він був наділений даром передбачення і був одним з найоригінальніших і творчих дизайнерів того періоду. У числі перших в Америці Тіффані звернувся до елегантного і витонченого стилю модерн, який процвітав в Європі наприкінці XIX — початку XX століття. Крім того, він знаний як перший індустріальний дизайнер, який поєднував у своїх численних творіннях художню витонченість форми і функціональність. Тіффані був експериментатором, одержимим прагненням до досконалості і власним «хрестовим походом» за новою естетикою, яка змогла б найкращим чином відобразити американський стиль життя. Тіффані активно працював упродовж більш ніж півстоліття, з 1870 року до середини 1920-х. Він володів багатьма талантами у найрізноманітніших царинах мистецтва.
Тіффані розпочинав свою творчу кар'єру як живописець. Володіючи фінансовими засобами, він багато подорожував по Європі, Північній Америці, Північній Африці. Завершена в 1872 році і виставлена в 1876 на виставці у Філадельфії експозиція його живопису показує схильність Тіффані до екзотичного мистецтва і архітектури.

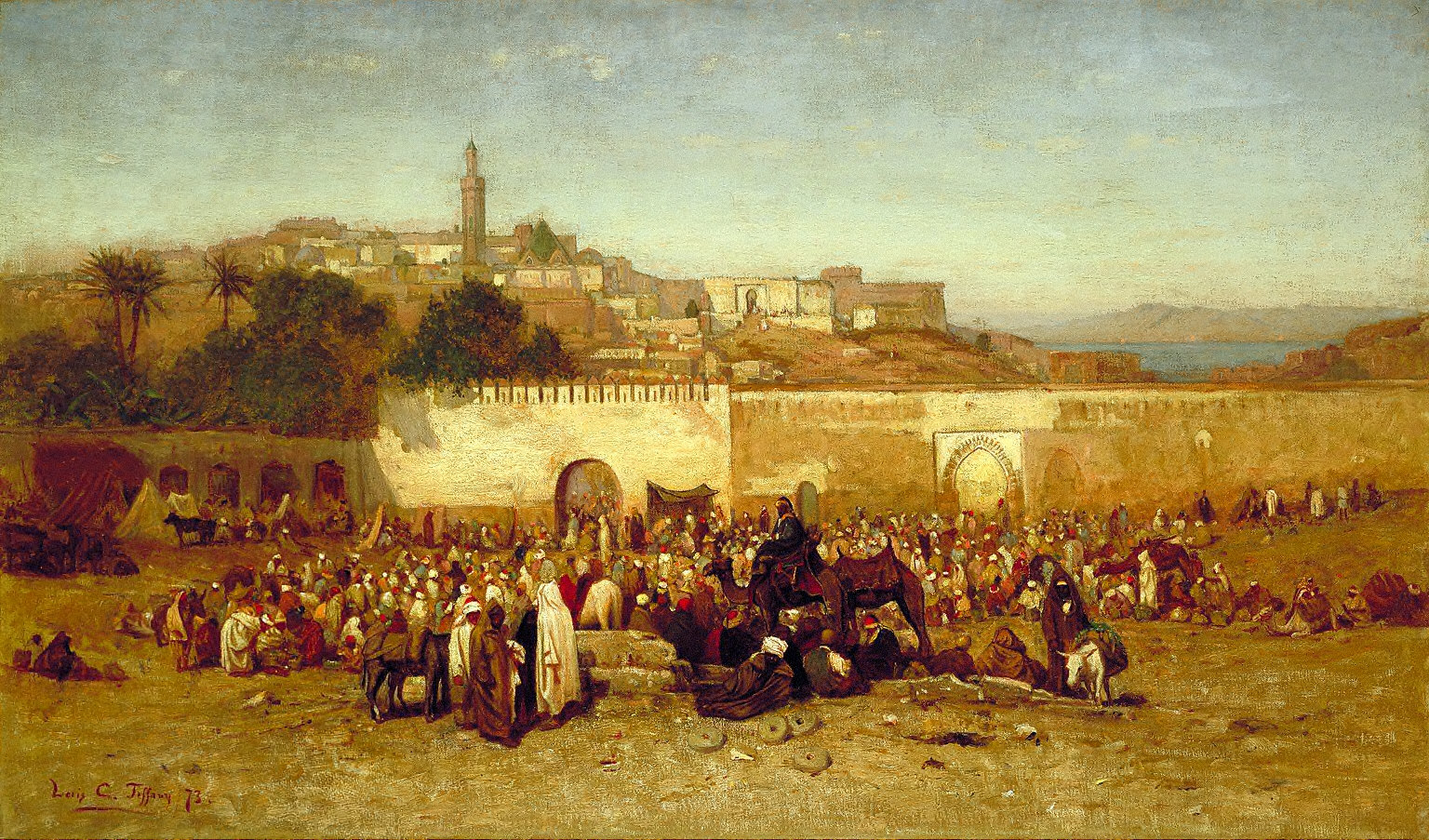
Базарний день під стінами Танжера. Л. К. Тіффані

Починаючи з середини 1870-х років, Тіффані звернув свою увагу на декоративно-прикладне мистецтво та дизайн інтер'єру, хоча він ніколи не залишав живопису. Тіффані розробив дизайн величезної кількості різних предметів ужитку — від розп'ять і канделябрів до найбільш ходових речей, на зразок настільних телефонів, годинників та рам для картин. Без сумніву, його вишукані творіння високо оцінила публіка, однак справжню славу Тіффані принесли скляні вироби. Скло, завдяки своїм унікальним властивостям, відкривало нескінченні можливості для творчості і реалізації нових ідей. Під керівництвом Тіффані досвідчені майстри виробляли тисячі вітражів і ламп, столових приладів, мозаїки та чудовою біжутерії. Він зацікавився мистецьким склом й художніми виробами з нього близько з 1875 року й до 1878 року співпрацював з кількома гутами (склоробними заводами) в Брукліні. 1878 року він зробив перший значний проект дизайну інтер'єру на основі скла для своїх будинку і студії у Нью-Йорку.
1879 року разом з Кендіс Уілер, Семюелом Колманом і Локвуд де Форестом він створив фірму «Луїс Комфорт Тіффані та Об'єднані Американські Митці». Лідерство й талант Тіффані, а також гроші та зв'язки його батька привели їх бізнес до процвітання.
1881 року фірма виконала інтер'єр будинку Марка Твена в Хартфорді (штат Коннектикут), який зберігся досі. Але найпочеснішу та відповідальну роботу фірма виконала 1882 року у Білому Домі на замовлення 21-го президента США Честера Алана Артура, який вважав його внутрішнє оздоблення непривабливим. Президент Артур, корінний мешканець Нью-Йорка, був добре знайомий з роботами Тіффані і, судячи з усього, любив їх. Тіффані відгородив загальнодоступну частину Білого Дому від закритих апартаментів великою скляною ширмою, що складалася з трьох частин. Крім того, він оздобив стіни дзеркальними світильниками. Були відновлені інтер'єри парадних залів, вестибюля шляхом зміни орнаментів, заміни камінів, шпалер, світильників газового освітлення, вікон, встановлення скляних екранів у вестибюлі. На жаль, через якихось двадцять років Теодор Рузвельт, що прийшов до влади, змінив дизайн Білого Дому.
1870—1880 роки стали для Сполучених Штатів епохою підйому промисловості і торгівлі. У результаті економічного буму різко зріс попит на предмети розкоші з боку промислових гігантів і багатих родин. Тіффані був не лише художником, але й прекрасним бізнесменом, котрий відмінно відчуває кон'юнктуру ринку. Крім того, він завжди міг скористатися ім'ям батька. Тіффані був піонером художньої течії, нині відомої як ар нуво. Назвою руху стало ім'я паризької галереї «L'Art Nouveau», якою володів Зігфрід Бінг. Протягом декількох років, з 1895 по 1904 рік, він намагався розвивати і пропагувати образотворче і декоративне мистецтво, яке вважав «ковтком свіжого повітря», необхідним для сучасної людини. Бажання Тіффані зосередитися на мистецтві художнього скла, зокрема вітражів, призвело до розпаду фірми в 1885 році, коли він того ж року вирішив заснувати свою власну фірму скла. Перша Tiffany Glass Company була створена 1 грудня 1885, а 1902 року стала відомою як Tiffany Studios (проіснувала до 1928 року). 1905 році в Tiffany Studios працювало вже близько 200 спеціалістів.

### Скло Тіффані

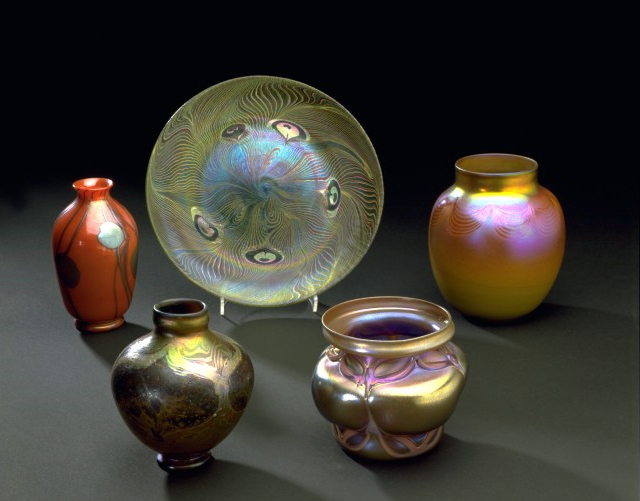
Зразки виробів зі скла фавриль з 1896—1902

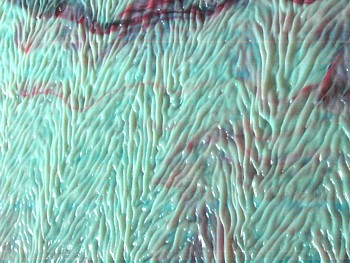
Брижасте скло

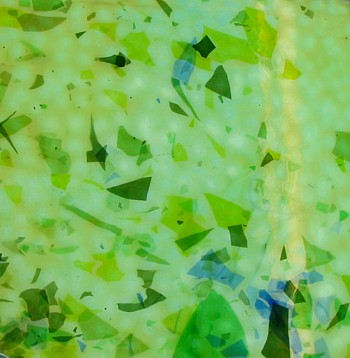
Уламкове скло

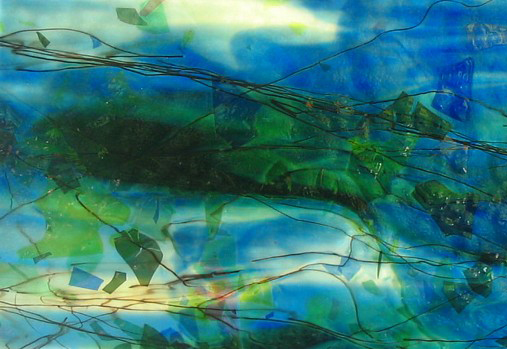
Уламкове смугасте скло

Перші вітражі із тогочасного скла не задовольнили Тіффані обмеженою гамою кольорів. Тому за підтримки сім'ї він придбав склоробний завод і почав експериментувати із технологією виготовлення різнобарвного скла. Тіффані був не в захваті від сучасної технології фарбування готового скла, так як вважав, що такий метод не дає необхідної прозорості. Він хотів, щоб замість цього саме скло передавало текстуру і колір. Тіффані витратив багато часу на те, щоб знайти спосіб повторити або навіть перевершити успіх середньовічних склодувів. За короткий час він досяг чудових результатів, ставши до 1900 року одним з найвідоміших виробників кольорового скла у світі. На складах Тіффані, ймовірно, найбільших у світі, зберігалося до 200 тонн скла приблизно 5 тисяч різних відтінків, які були класифіковані та розкладені за спеціальною системою. Завдяки застосуванню нових видів скла він з успіхом міг передати зображення поверхні води або листя однією скляною пластиною без застосування розпису фарбами. Тільки для зображення тіла він використовував чорно-коричневу фарбу шварцлот.
Частіше він працював з напівпрозорим опалесцентним (опаловим) склом, винахідником якого був Джон Ла Фарж, який ще в 1875 році використав його для вітражів. Двічі Тіффані працював разом з Ла Фаржем в його майстерні в Брукліні. Згодом він поставив виготовлення опалесцентного скла і предметів з нього на комерційну основу. При цьому він уклав з Ла Фаржем угоду про те, що лампові абажури, вітражі з опалесцентного скла і саме це скло, як другу назву, носитимуть ім'я Тіффані.
Опалесценція такого скла відбувається внаслідок додавання до складу сировини замутнювальних речовини (олово, палена кістка). При додаванні кістяного попелу в розплавленій масі утворюються крихітні краплини фосфатного скла, які зменшують прозорість скла. Залежно від вмісту непрозорих речовин можна отримати різні ступені опалесцентного ефекту.
Фірмовим знаком виробів Тіффані стало також іризоване (веселкове, переливчасте) скло. Його отримували ще до Тіффані, посипаючи вже сформоване, але ще не охолоджене скло металевими крупинками, внаслідок чого на поверхні скла утворювався металевий глянець, який переливався всіма кольорами веселки.
Віра в майже чудесні внутрішні властивості скла привела дизайнера до найбільшого відкриття — розробки нового виду скла, який він назвав фавріль. Слово «favrile» з латині означає «зроблений руками».1894 року Тіффані запатентував і з 1896 року почав продукувати на своєму заводі це веселкове художнє скло. Воно відрізнялося тим, що комбінація кольорів наносилася не на поверхню, а впроваджувалася в саме скло, що забезпечувало надзвичайну мінливість його кольору.
За словами Тіффані це скло «вирізняється блискучими чи глибоко тонованими кольорами, зазвичай веселковим, як крила деяких американських метеликів, шиї голубів, покриви крил різноманітних жуків».
Ім'я Тіффані прославили також такі види мистецького скла, як брижате (хвилясте), драповане (складчасте), осколкове.
Брижате скло створюється під час формування валиком листового скла за умови, що валик рухається вздовж поверхні пластини розм'якшеного скла швидше, ніж обертається.
Драповане — це сильно фалдоване, подібно до складок тканини, скло. Тіффані використовував його у великих вітражах для формування складок одягу, крил ангелів, фонів у вигляді рослинних мотивів, для імітації грубого листя дерев, пелюсток магнолії. Таке скло виготовляють вручну, що вимагає майстерності й досвіду. Ручним валиком малого діаметра формують на листі розм'якшеного скла під час його твердіння потрібні фалди. Тому цей процес для кожного листа є неповторним і унікальним.
Уламкове скло. Уламки кольорового скла нерегулярної форми накладають на поверхню розплавленого скла, унаслідок чого вони сплавляються з ним під час його твердіння. Якщо застосувати вальцювання цього композиту, то на поверхні скла утворюється смугастий візерунок з витягнутих ліній, рядків, тонких пластин нерегулярної форми. Уламки одержували, видуваючи з кольорового скла велику бульбашку з тоненькими стінками. Її роздували доти, поки її стінки не ставали настільки тонкими, що різко охолоджувалися і тверднули, внаслідок чого вона розтріскувалася на дрібні шматки. Тіффані використовував таке скло для імітації гілок, трави, облетілого сухого листя.
Скло для Тіффані — це найперше колір, фактура й просторова форма. Як живописець на палітрі, так і він в процесі виробництва скла змішував різні тони і «малював» ними свої картини. Він надзвичайно ретельно підбирав колір і, якщо необхідного тону не було в одній пластині скла, складав пакет із трьох, чотирьох різнокольорових пластинок, щоб отримати бажаний тон. Чудовою ілюстрацією розмаїття скла, яке використовував Тіффані у своїх творах є вітраж «Дівчина з квітками вишні»: поліхромний малюнок обличчя, драповане скло одягу, опалесцентне скло квіток, осколкове смугасте скло тла, іризоване скло намиста.

### АбажуриТіффані
Згодом Тіффані переніс техніку кольорової скляної мозаїки на абажури і люстри, на скло вікон і дверей, створивши всесвітньо визнаний стиль Тіффані — це яскраві лампи класичних форм переважно з натуралістичними мотивами, строкаті вітражі насичених кольорів, які зображують природні мотиви і пейзажі. У більшості людей по всьому світу ім'я Тіффані асоціюється в першу чергу з його приголомшливими абажурами. Насправді, абажури — напіввипадковий продукт. Вони були зроблені зі шматочків скла, що залишилися після нарізки окремих елементів вікон. Тіффані почав торгувати своїми знаменитими абажурами в середині 1890-х і близько 1898 року домігся провідної позиції на ринку.
Продажі ламп Тіффані досягли піку між 1900—1914 рр., хоч їх виробництво тривало до 1930-х. Ці лампи дозволили більшій кількості людей насолодитися красою скла фавріль. Головною темою в оформленні ламп були квіти і рослини, пофарбовані в безліч кольорів і відтінків. Крім того, Тіффані створював лампи, прикрашені геометричним орнаментом. Підставка лампи найчастіше було металевою, іноді її прикрашала мозаїка. Дуже рідко вона конструювалася під конкретну модель абажура, зазвичай її можна було з'єднати з будь-яким з абажурів Тіффані.
Ніхто не знає достеменно, скільки саме ламп було вироблено, але каталог 1906 року пропонував покупцям понад триста моделей. Тіффані сконструював безліч різноманітних видів ламп і абажурів — від простих до вигадливих, від непомітних до розкішних. Були світильники у формі конуса і кулі, настільні та підлогові лампи, люстри. Деякі моделі люстр Тіффані називав «висячими букетами». Як би там не було, колекціонери в наші дні розшукують і скуповують за величезні гроші саме ці «квіткові» лампи з їх неповторними, прикрашеними орнаментом бронзовими підставами, що часом містять у собі прекрасну мозаїку.
Тіффані використовував як «моделі» для ламп найрізноманітніші квіти: гера́нь, магнолію, мак, клематіс, молочай, водяні лілії, жовтий нарцис, тюльпани, півонії, настурції, бегонію, гортензію, рокитник, троянди, яблучний і вишневий цвіт, гліцинію. Він також брав за зразок бамбукове листя й виноградну  лозу, а крім того — екзотичні фрукти, такі як ананас. Деякі моделі абажурів, наприклад «Єлизаветинський», «Скарб імперії», «Венеціанський», стилізовані під різні історичні епохи. Однією з найпопулярніших моделей була лампа «Тінь бабки», яка випускалася в різноманітних формах, кольорах та розмірах. А найскладніша модель складалася більш ніж з тисячі шматочків скла.
Лампа «Лотос» — зразок однієї з найбільш чудових комбінацій основи та абажура, будь-коли створених Тіффані. Лампа «Лотос» була продана в грудні 1997 року на аукціоні «Крісті» у Нью-Йорку за 2.807.500 доларів — рекордну ціну для лампи Тіффані. Навіть у часи свого створення (1906 рік) виробництво цієї лампи було дуже трудомістким. Вона коштувала 750 доларів та була найдорожчою моделлю. Студія Тіффані одночасно виробляла по одній такій лампі, починаючи виробництво нової лише тоді, коли попередня була закінчена. Наступними по складності та вартості були моделі «Павутиння» та «Бабка», кожна з яких коштувала по п'ятсот доларів. Більш дешеві моделі — «Гліцинія» та «Лілія». Вони коштували по 400 доларів.

### Техніка Тіффані
Тіффані експериментував і над вдосконалення технології виготовлення вітражів. Під його керівництвом було винайдено спосіб формування пластинок скла у вітражі, який зараз використовують виробники вітражів у всьому світі. Технологія Тіффані полягає в тому, що шматочки скла скріпляються між собою не за допомогою грубих металевих (частіше свинцевих) профілів, а мідної стрічки. Кожен шматочок скла обгортається за периметром мідною стрічкою та укладається на шаблоні ескізу виробу. Підготовані таким чином елементи спаюються між собою з обох боків олов'яним припоєм. На відміну від використання свинцевого профілю паянням мідної стрічки можна з'єднувати шматки скла під різними кутами, що дозволяє виготовляти об'ємні вітражі, в яких окремі елементи вітража зроблені випуклими чи ввігнутими, забезпечує можливість використовувати у виробі практично нічим не обмежені форми й площини. Це додає вітражу оригінальність і неповторність. Технологія Тіффані також дозволяє використовувати більше дрібних деталей, оскільки з'єднувальні доріжки на вітражі є тонкими й малопомітними. Вони можуть бути сріблястими, як припій, або патинуванням їх можна забарвлювати у різні кольори, аж до чорного, формуючи витончені лінії малюнка.
Незамінною ця техніка стала при виготовленні абажурів, люстр, ваз та інших предметів декору, де робота на малій порівняно з вітражем поверхні, до того ж криволінійній, вимагає об'єднання великої кількості дуже дрібних фрагментів у цілісну композицію. У таких виробах Тіффані найпоширенішими видами декору були геометричний орнамент, рослинні мотиви та зображення комах. І хоча багато етапів робіт були уніфіковані, кожен абажур залишався унікальним твором завдяки індивідуальній кольоровій гамі і високій майстерності ручного виконання. При цьому не тільки сам Тіффані і майстри його студії створювали проекти виробів. Для втілення в матеріалі він використовував і найкращі проекти інших художників того часу. Так, наприклад, знаменитий абажур настільної лампи «Бабка», який отримав гран-прі на Всесвітній Паризькій виставці 1900 року, був створений за проектом Клари Дріскол.

## Галерея

Вироби Тіффані
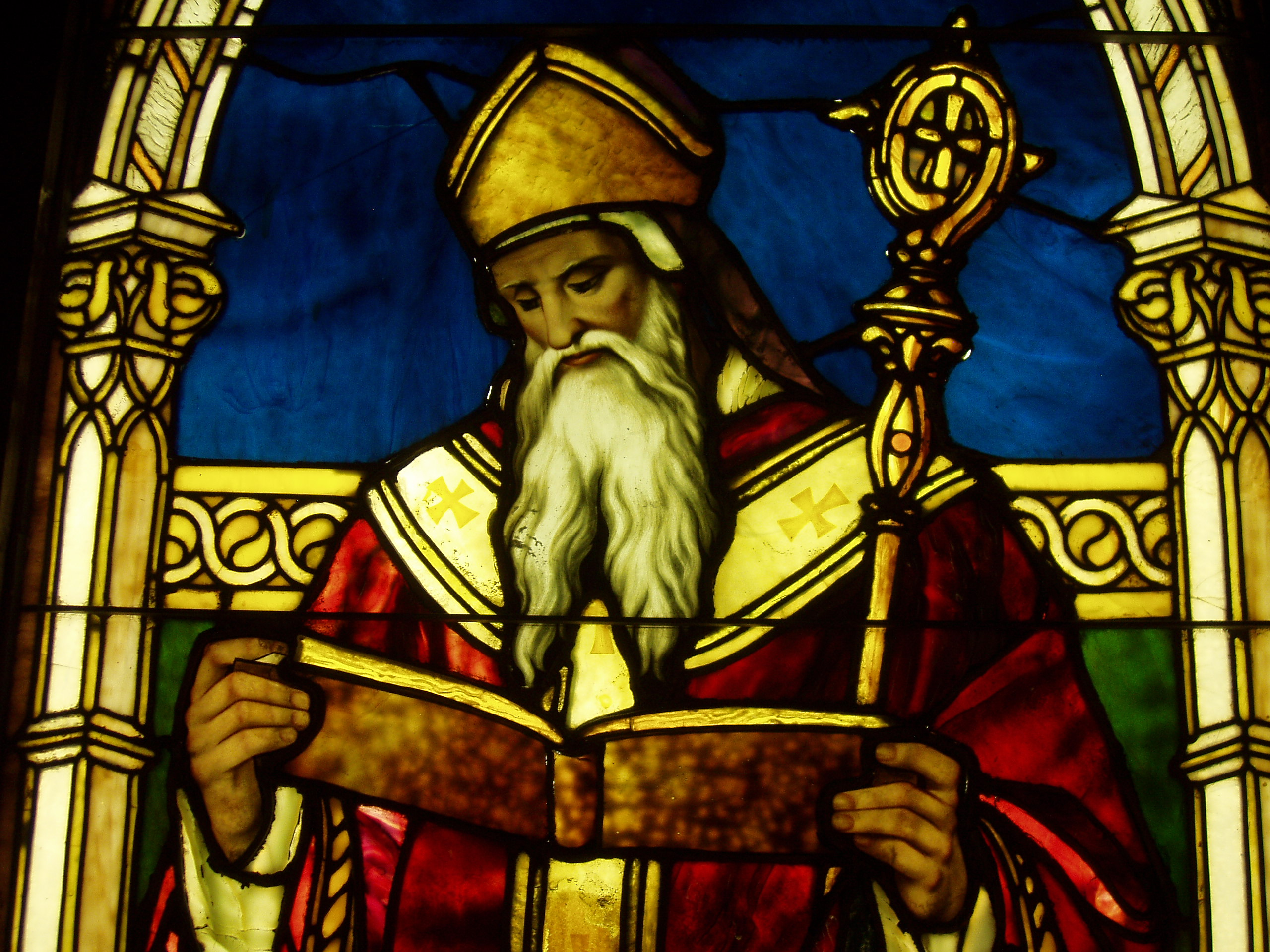
Святий Августин, Lightner Museum, Флорида.
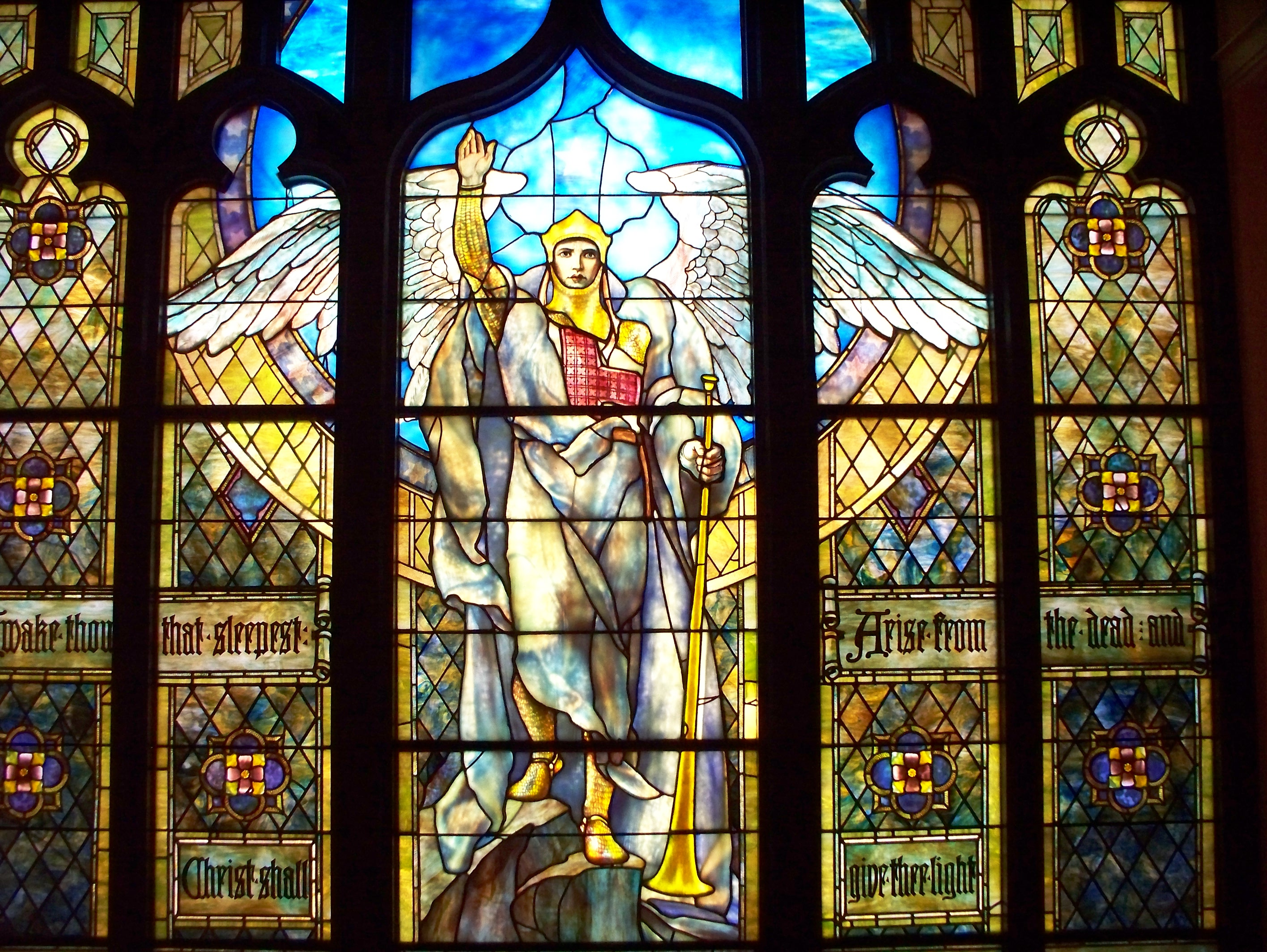
Ангел Воскресіння (1904), Музей Мистецтва в Індіанаполісі
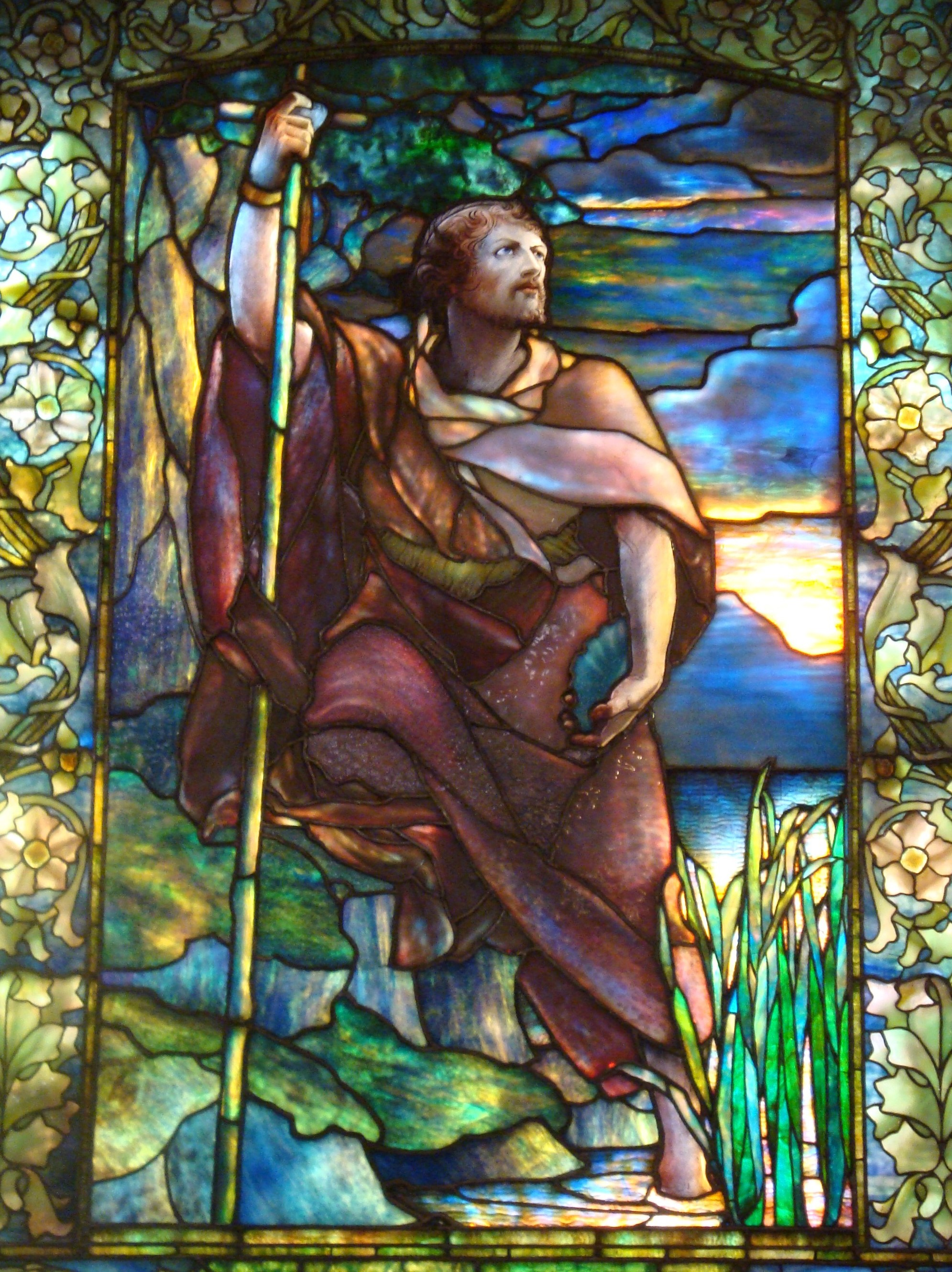
Іван Хреститель, Arlington Street Church в Бостоні
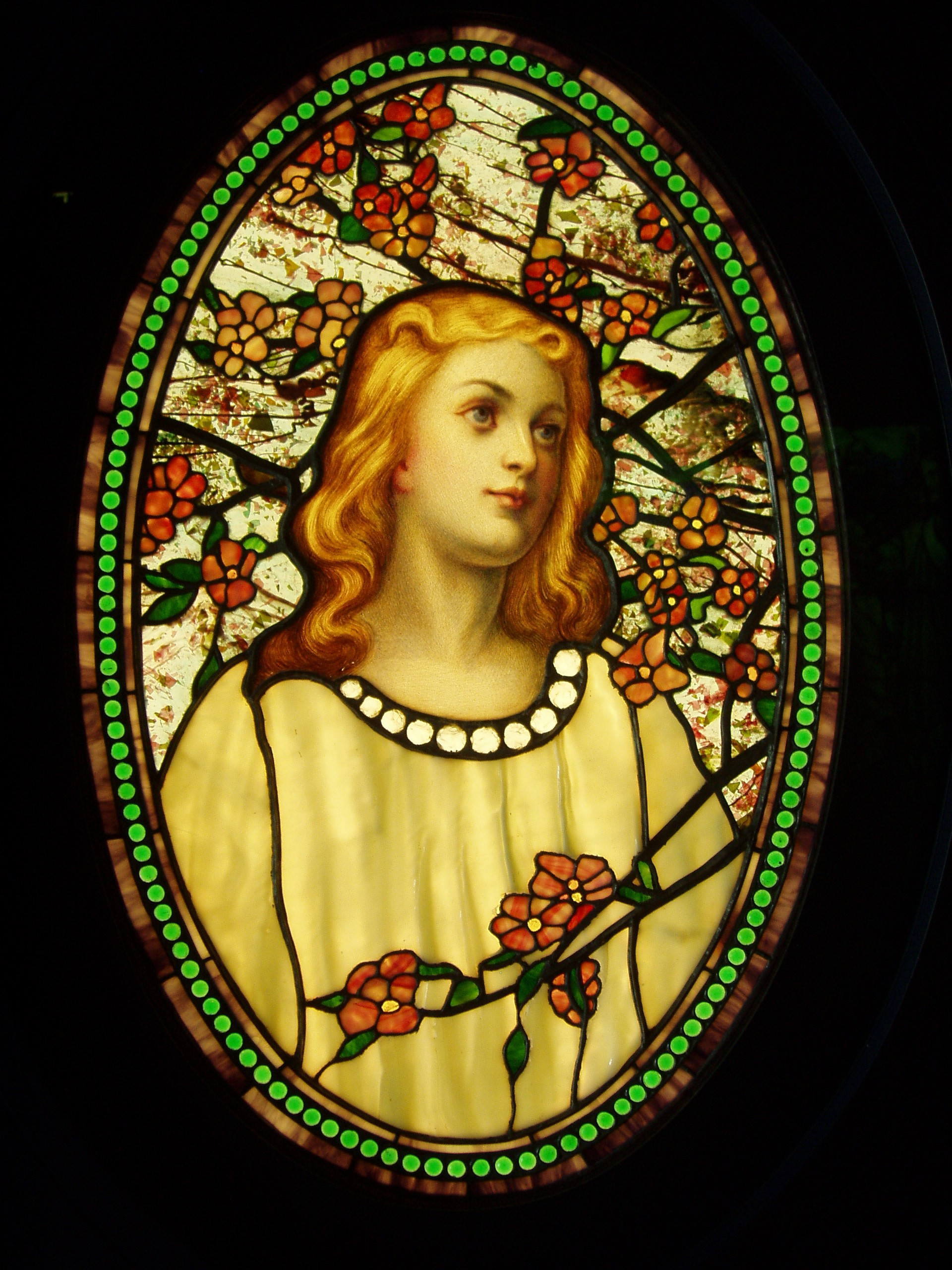
Дівчина з квітками вишні (1890)
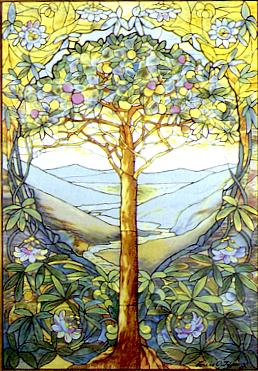
Дерево життя
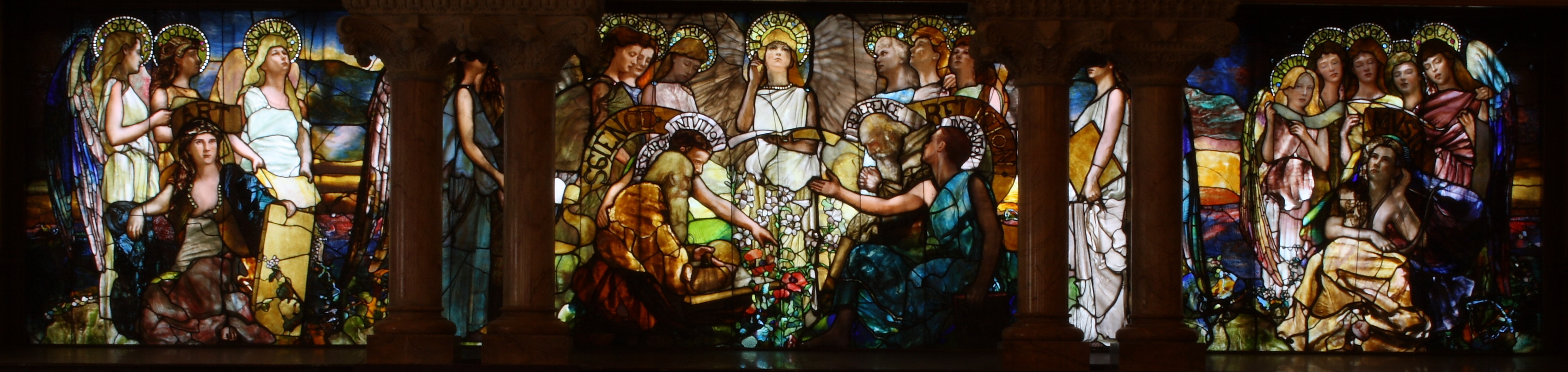
Освіта, Linsly-Chittenden Hall в Єльському університеті
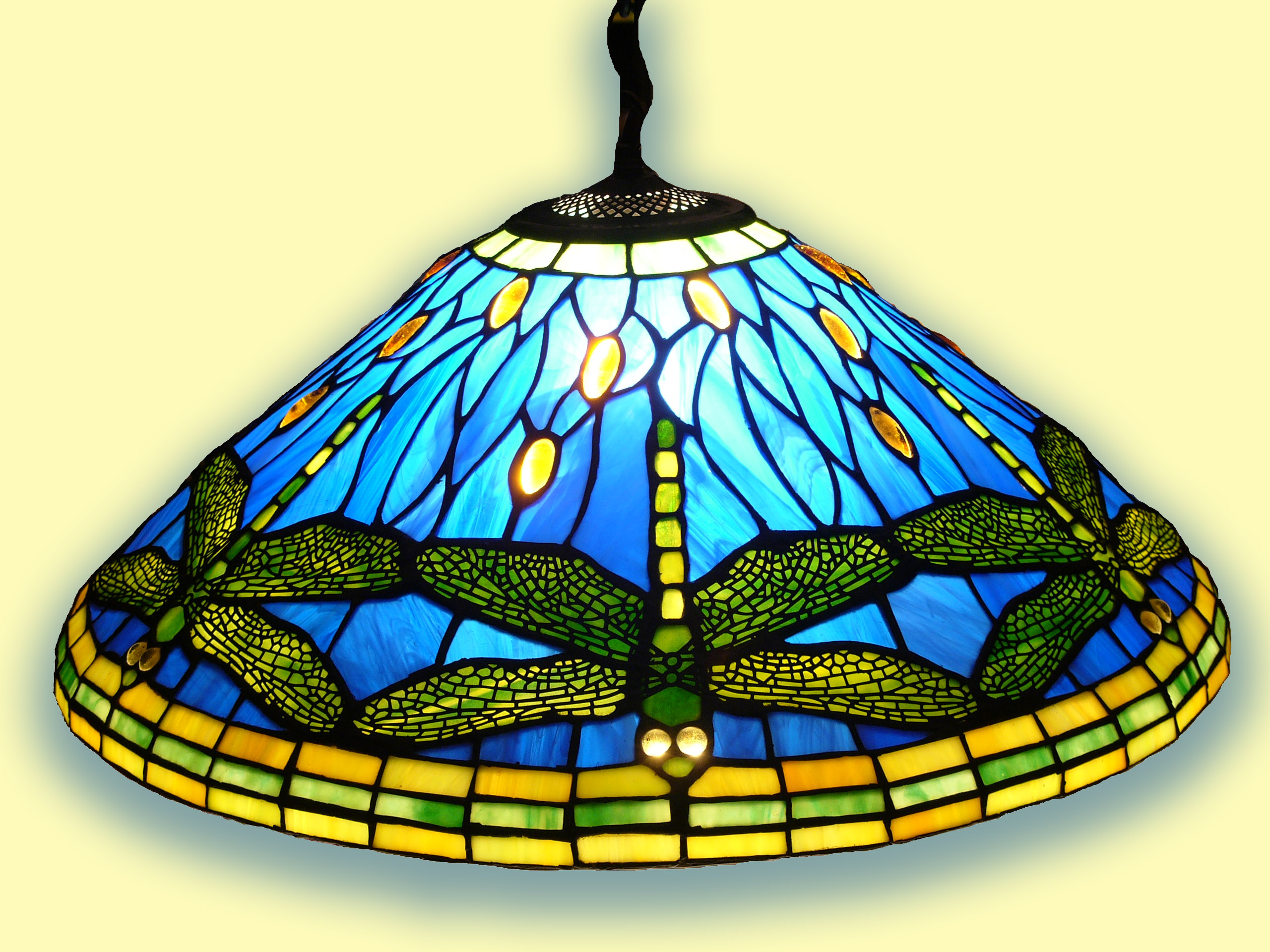
Бабка
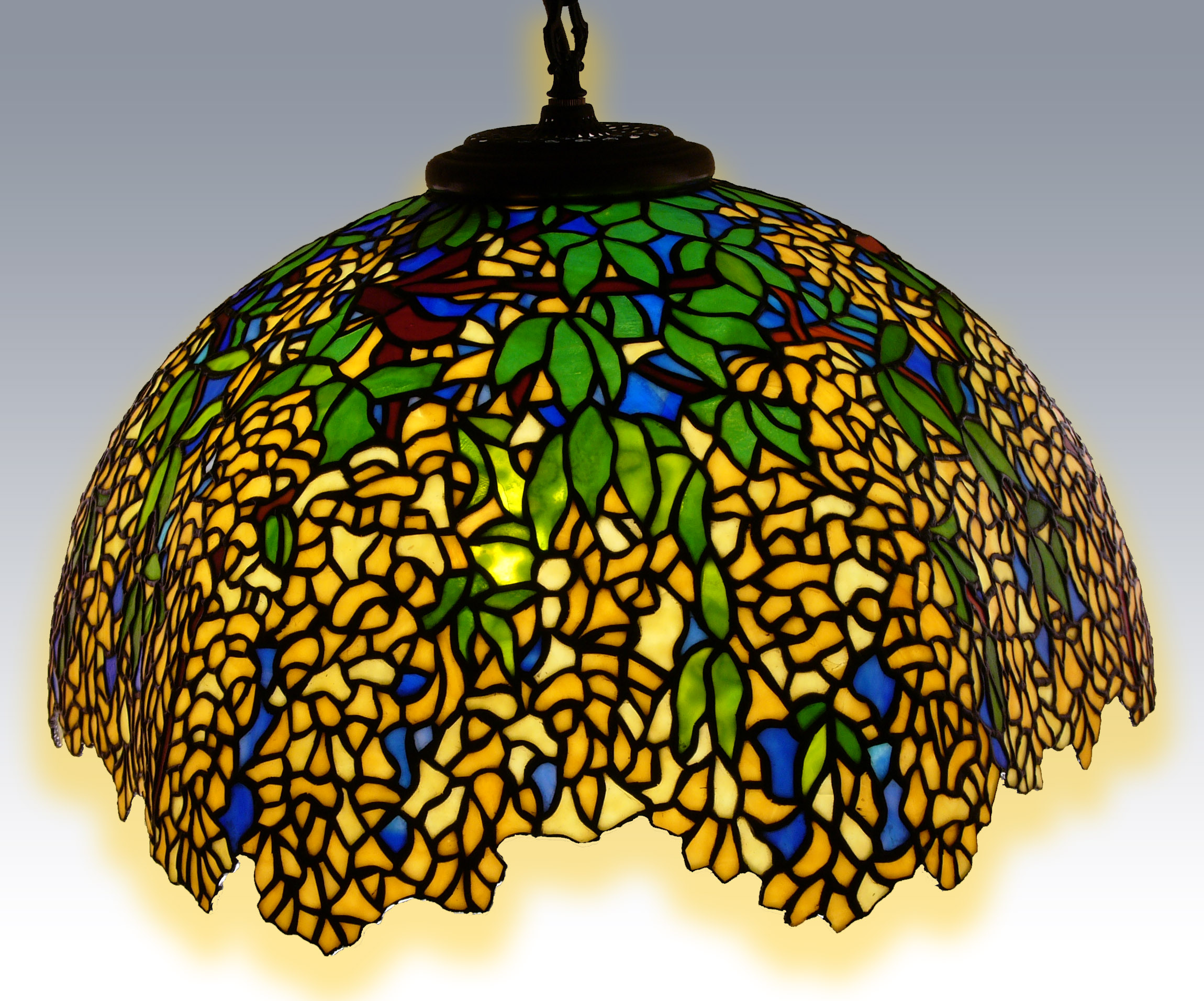
Золотий дощ (кущ родини бобових)
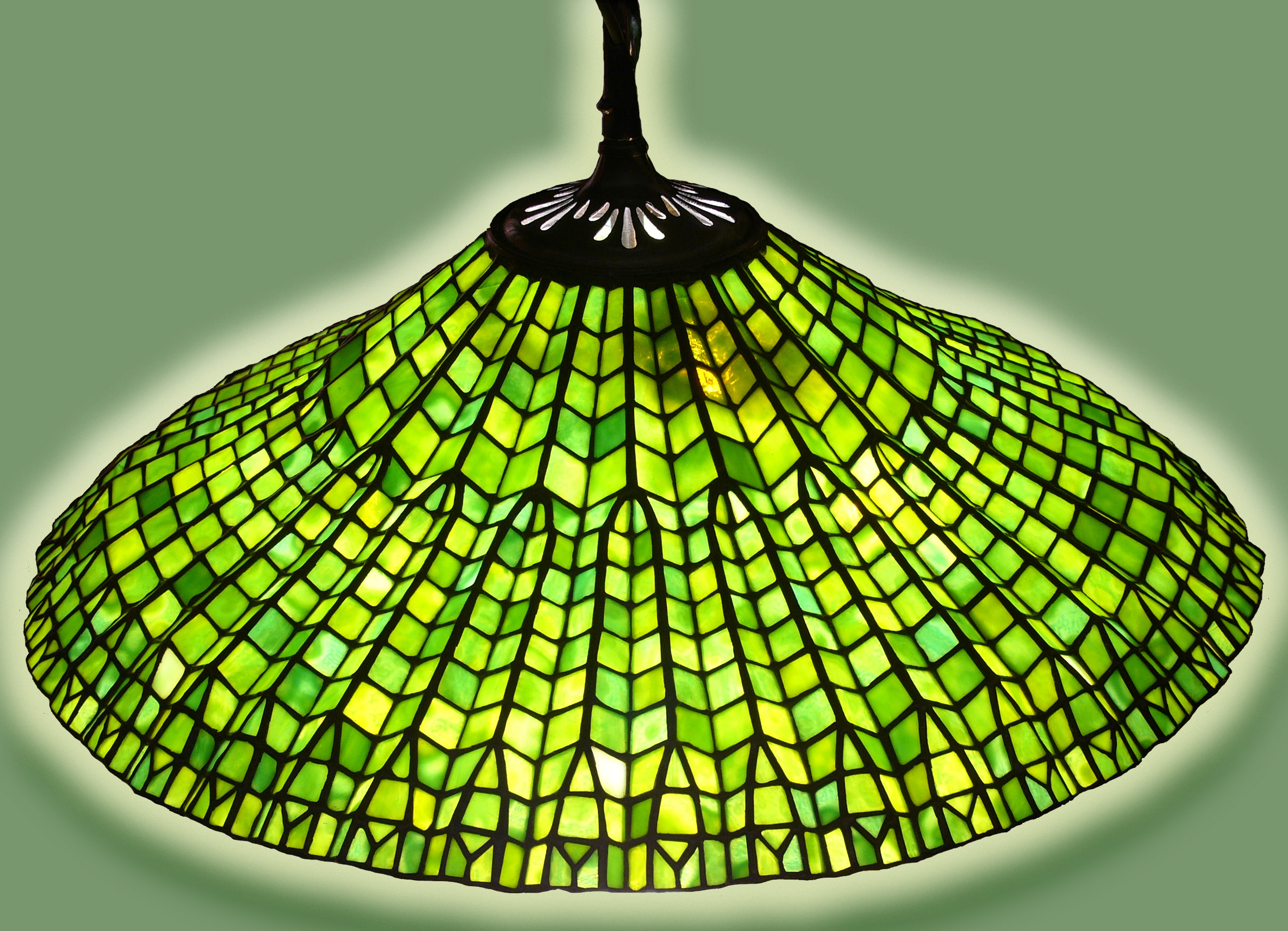
Листок лотоса
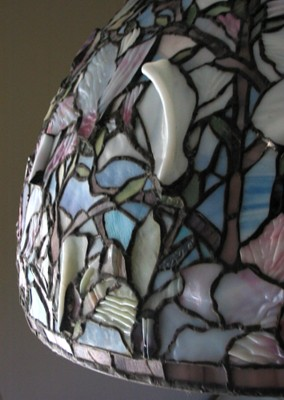
Магнолія (драповане скло)
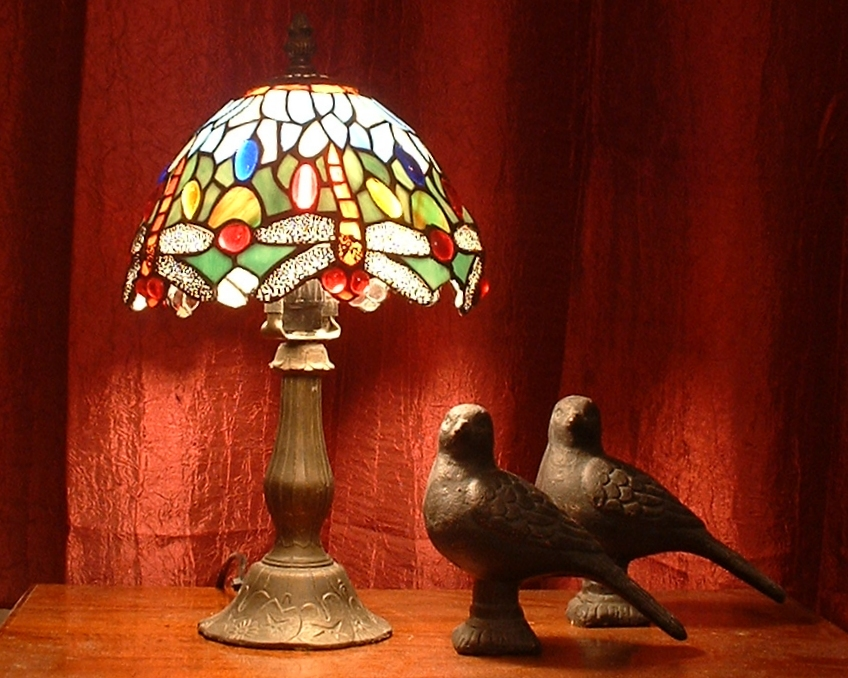
Лампа зі скульптурами голубів
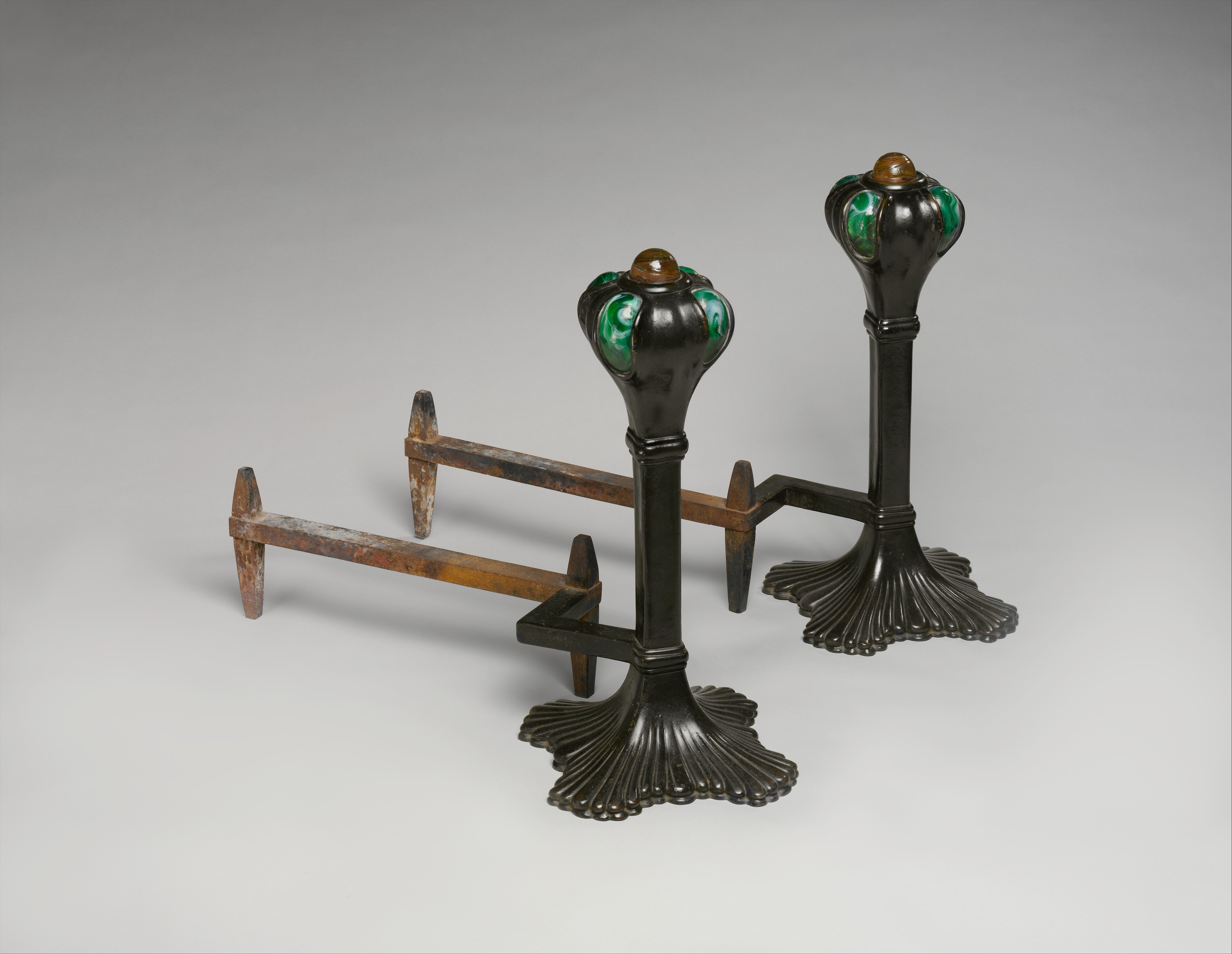
Андирон